# Вила Палић
Вила „Палић” је настала крајем 19. века и налази у познатом излетишту и лечилишту Палић, седам километара од Суботице, у Севернобачком округу.

## Положај
Вила се налази у близини обале Палићког језера, окружена Палићким парком. У непосредној близини налази се Зоо врт, женски штранд, тениски терени, једриличарски клуб и многи ресторани.

## Вила данас
Вила није отворена за посетиоце.